# Hugh Fraser
Hugh Fraser, född 23 oktober 1945, är en brittisk skådespelare.
Fraser har bland annat medverkat i TV-serien Poirot (1989-2013). Han har även medverkat i filmerna Firefox och Patrioter.

## Filmografi (i urval)
- 1982 – Firefox
- 1988 – Jack the Ripper (TV-serie)
- 1989–2013 – Poirot (TV-serie)
- 1992 – Patrioter